# Des racines et des ailes
Des racines et des ailes est un magazine télévisé français de reportages et de rencontres créé par Patrick de Carolis et Patrick Charles et diffusé pour la première fois le 26 novembre 1997. 
Depuis septembre 2014, l'émission est présentée deux ou trois fois par mois par Carole Gaessler.

## Présentation
L'émission, qui a alors lieu deux mercredis par mois à 20 h 45 sur France 3, est d'abord présentée par Patrick de Carolis jusqu'en juillet 2005, date de sa nomination à la présidence de France Télévisions.
C'est ensuite Louis Laforge qui lui succède, à compter du 14 septembre 2005. 
Pour quelques émissions pendant la période de l'élection présidentielle de 2007 Marie Drucker remplace Louis Laforge, alors qu'elle lui cède sa place au Soir 3 pour des raisons déontologiques. Puis chacun reprend son poste après le scrutin.
À partir de septembre 2013, Patrick de Carolis retrouve sa place de présentateur de l'émission qu'il quitte en juin 2014.
En septembre 2014, c'est Carole Gaessler qui reprend la présentation du magazine. L'émission devient alors trimensuelle.
À la rentrée 2016, l'émission est diffusée les premiers mercredis de chaque mois et laisse sa place le dernier mercredi de chaque mois à Faut pas rêver.

## Principe de l'émission
Selon ses créateurs, Des racines et des ailes ambitionne de « regarder le passé pour éclairer le présent et donner des pistes pour le futur, avec la volonté de mettre en lumière des personnalités qui agissent sur le terrain ». Le magazine conjugue ainsi proximité et ouverture sur le monde : proximité dans l'étude d'une communauté ou d'un lieu choisi pour sa singularité et ouverture sur le monde grâce à des enquêtes touchant des sujets de société français et étrangers.
Pour respecter ces intentions, le magazine est ainsi décliné selon deux formats : des émissions itinérantes tournées avec invités dans un lieu chargé d'histoire transformé en plateau, et des grands documents de 110 minutes.
Depuis 2001, Patrick de Carolis a multiplié les numéros spéciaux consacrés à la découverte d'une ville d'art française ou européenne, d'un musée, d'un lieu historique ou d'une période de l'histoire française ou européenne. La qualité de ces émissions spéciales est garantie par la collaboration de conservateurs du Patrimoine et des Musées de France qui y apportent leur concours.
Ainsi, de nombreuses émissions ont eu lieu à Versailles, Marseille, Saint-Pétersbourg, Aix-en-Provence, au Mont-Saint-Michel, à Istanbul, à Pétra, dans la Vallée des Rois en Égypte, sur la tour Eiffel à Paris, au Palais de Chaillot, à Chantilly, à Vienne, à Prague, au Grand Palais, etc.

## Autour de l'émission
Des racines et des ailes a reçu en 2003 le 7 d'or de la meilleure émission culturelle.[réf. nécessaire]
Le 5 décembre 2007, le magazine fête ses 10 ans sur le thème de Pékin, sa Cité interdite et les Jeux olympiques de 2008.
L'émission a atteint son meilleur score d'audience depuis juin 2005 pour son émission spéciale consacrée aux 1300 ans du Mont-Saint-Michel. Diffusée le 19 novembre 2008, celle-ci a réuni plus de 5 millions de spectateurs, pour une part d'audience de 20 %.
Trois établissements scolaires sont nommés d'après le titre de l'émission : le collège de Drulingen en Alsace bossue, après l'accord de Patrick de Carolis ; l'école de Louvigny en Moselle ; l'école Montessori de Grenoble.
Enfin, on retrouve dans le générique de l'émission des images du film Koyaanisqatsi de Godfrey Reggio.

## Produits dérivés
Une série de 13 DVD, chacun reprenant le contenu d'une émission spéciale, a été éditée en France par France Télévisions Distributions. Les destinations concernées sont :
- Marrakech et Fès
- Pétra
- Vienne
- Rio de Janeiro
- Saint-Pétersbourg
- Caen
- Fontainebleau
- Vaux-le-Vicomte
- Bruxelles
- Marseille
- Avignon
- La Sicile
- Arles, le trésor retrouvé

Il existe également des coffrets commercialisés de 5 émissions.
Ceux qui ont pu être identifiés sont les suivants :
- 1er coffret (la Corse autrement + En Bretagne, de la Cornouaille au Léon + Terres de Gascogne + Route Napoléon + Du Languedoc au Roussillon)
- 2e coffret (Le Mont Saint-Michel et sa baie + Le Nord au cœur + Un balcon sur la Provence + Les couleurs du Périgord + Un balcon sur le Dauphiné)
- 3e coffret (La Tour Eiffel + Le Mont Saint-Michel + Le Val de Loire + Avignon + La Corse)

Enfin, 1 DVD commercialisé avec un thème spécifique :
- Du fleuve au musée, l’étonnant destin d’une épave gallo-romaine

## Réception

### Critiques
Le journal néerlandais De Volkskrant critique sévèrement l'émission, l'accusant de renvoyer aux Français une image déformée de leur pays et d'eux-mêmes. Il la décrit comme « un culte bimensuel à l'idée que l'avenir de la France réside dans le passé ».